# Bateria
Dione Alex Veroneze, plus connu sous le pseudonyme de Bateria, né le 16 décembre 1990 à Palmitos, est un joueur international brésilien de futsal.
Bateria joue dans le Championnat d'Espagne pour l'Inter Movistar (2011-2014), puis pour le FC Barcelone Lassa (2014-2017). Début 2018, en convalescence, il revient dans son pays natal, défendant le maillot de Cresol Marreco. À l'été suivant, il revient en Liga et s'engage deux ans avec le Jimbee Cartagena.

## Biographie

### Débuts au Brésil
Originaire de Palmitos, au sud du Brésil, Dione Alex Veroneze débute à l’âge de six ans, poussé par un père fanatique de football. Il quitte se ville dès l’âge de quatorze ans pour vivre du futsal.
Son père, propriétaire d'une entreprise de batteries de voiture, lui donne le surnom de Bateria,. Le joueur fait rapidement[Quand ?] ses preuves dans le championnat national brésilien sous les couleurs du Krona/Joinville à partir de 2008. Il a fait un court passage au football, défendant  les couleurs de l'Internacional en 2006 et Grêmio en 2009. En 2011, international U20, l'ailier de vingt ans est l'un des joueurs les plus convoités du futsal brésilien.

### Trois ans à l'Inter Movistar (2011-2014)
En 2011, l’ailier ans traverse l’Atlantique pour rejoindre l’Inter Movistar, club historique du championnat espagnol. Bateria s'engage pour trois saison et déclare : « C'est un moment unique dans ma carrière. Je quitte l'une des puissances du futsal brésilien pour jouer dans le plus grand club du monde, une équipe quintuple championne du monde, l'Inter Movistar ».
Sa dernière saison est gênée par l'annonce rapide de sa signature pour le FC Barcelone, l'année suivante. Les supporters lui reproche de rejoindre le club rival au point de l'insulter lui et sa famille.
Pendant trois ans, il brille sous les couleurs du club et inscrit pas loin de 90 buts. Bateria fait preuve de constance sur le terrain, marquant 89 buts en 114 matchs, 81 buts en Liga entre la saison régulière et les playoffs. Son meilleur souvenir avec l'Inter est « le titre de champion, la Copa de Logroño avec le but dans la dernière seconde ». Avec l'Inter, Bateria remporte donc le titre de la Ligue espagnole et la Coupe d'Espagne, mais aussi trois tournoi de Cervantes, après avoir triomphé en Supercoupe d'Espagne 2011 dès son arrivée.

### Poursuite trois saisons au Barça (2014-2017)
Après ces trois années passées à l’Inter, il rejoint le club rival : la section futsal du FC Barcelone.
Le numéro 10 marque 23 buts en 29 matches de championnat et quatre buts en trois matchs de Copa del Rey. Lors de la Coupe UEFA 2014-2015, Bateria et Paco Sedano marquent dans les dernières minutes contre le Sporting Portugal et qualifie le Barça (5-3) pour la finale perdue contre l'AFC Kairat. Bateria inscrit plus de trente buts dans chacune de ses deux premières saisons.
Sa troisième saison en Catalogne est marquée par une lourde chondropathie au genou gauche l’empêche de jouer pendant plus de six mois,. L'ailier subit des blessures à répétition à Barcelone. Fin juillet 2017, malgré encore trois années de contrat, le FCB et Bateria mettent fin au contrat du joueur d'un commun accord,.
Au cours de ses trois années, Bateria totalise 62 buts marqués, obtient deux deuxièmes places en championnat et trois victoires en Coupe de Catalogne. Lorsqu'on lui demande son meilleur souvenir au Barça, Bateria répond « même si je n’ai pas eu de titres, je garde tout, ce furent des années incroyables où j’ai peut-être eu mon meilleure niveau sur un parquet ».

### Retour en Espagne et deux années à Cartagena (2018-2020)
Lors de la fin d'année 2017 à soigner ses blessures, Bateria retourne au Brésil. Il s'engage fin décembre avec le Marreco FC,. À son arrivée, il déclare : « Revenir au futsal brésilien a toujours été une possibilité, qui s'est maintenant concrétisée. C'est un plaisir de revenir au pays pour jouer dans la Liga do Brasil, qui est l'une des plus fortes au monde. Je me considère plus expérimenté et heureux de frapper l'une des puissances du futsal brésilien, comme Marreco ». En défendant le maillot de Cresol Marreco en Ligue nationale de futsal et le championnat Paranaense, Battery totalise 32 matchs et marque 17 buts, dont six buts en douze matchs de LNF.
À peine un an après avoir quitté l’Espagne, le FS Cartagena, club de milieu de tableau, lui propose un contrat de deux ans qu’il accepte et revient en Liga. Proche de disparaître, l'équipe voit une entreprise investir largement dans le club et permette de recruter Bateria. Il déclare plus tard : « lorsque j’ai signé pour Marreco, je l’ai fait en pensant à revenir un jour (en championnat d’Espagne). Je ne m’attendais pas à ce que ce soit aussi rapide, en seulement six mois ». Le joueur se souvient avoir marqué un but dès son premier match.
Pour sa première saison et à l’âge de 27 ans, Bateria signe son retour au haut-niveau avec 26 buts en 32 rencontres.
Fin juin 2020, après son départ de Carthagène, le joueur déclare : « L’Espagne est ma maison, j’aurais aimé rester ici, prioritairement à Carthagène, mais cela n’a pas été possible ».

### D2 française avant Valdepeñas (depuis 2020)
Le 30 mai 2020, après un mois et demi de négociations, Bateria surprend en s'engageant officiellement trois ans avec le FC Kingersheim, alors en seconde division français et luttant pour monter administrativement en D1, en vain. Il quitte alors le championnat considéré comme le meilleur européen pour rejoindre un championnat amateur. Le joueur déclare au journal quotidien régional L’Alsace : « C’est avant tout un challenge personnel […] je sais que ce sport prend de plus en plus d’ampleur ici depuis 4 ou 5 ans, que sa sélection nationale ne cesse de progresser »,. Fin août 2021, le mécène de la section futsal du club, quitte le club et Bateria en fait de même.
Lors de l'été 2021, Bateria rejoint le Viña Albali Valdepeñas en Liga. Il est l'un des acteurs majeurs de l'équipe et marque douze buts en compétitions officielles. Le FS Valdepeñas est finaliste de la Copa del Rey et dispute les demi-finales de championnat et Coupe d'Espagne. Au terme de la saison 2021-2022, le joueur s'engage pour une année supplémentaire et totalise alors 197 buts en Espagne.

### En équipe nationale
En 2010, Bateria est retenu en sélection brésilienne des moins de vingt ans avec qui il est champion d'Amérique du Sud dans la catégorie,.
En septembre 2013, ses performances avec l'Inter FS lui ouvrent les portes de l'équipe du Brésil de futsal FIFA, première nation au classement mondial, pour disputer le Grand prix, qu'il remporte.
En février 2016, Bateria est retenu pour les Éliminatoires de la Coupe du monde de futsal 2016 : zone Amérique du Sud pour la Coupe du monde 2016. Le Brésil remporte le tournoi joué à Asunción et Bateria termine meilleur buteur et est élu meilleur joueur de la compétition. En avril, Bateria est retenu pour un match amical préparatoire à la Coupe du monde contre Cuba, il compte alors 18 matchs et marqué 16 fois avec le maillot vert et jaune. Retenu pour le Mondial 2016 en Colombie, l'ailier ne peut empêcher le Brésil d'être éliminé par l'Iran en huitièmes de finale.
Après de bonnes performances dans l'équipe de Marreco début 2018, Bateria porte le maillot de l'équipe brésilienne de futsal lors des matches amicaux contre la Pologne à Uberaba.
Lors de sa signature au FC Kingersheim à l'été 2020, Bateria compte une cinquantaine de sélections internationales, est toujours convoqué en sélection brésilienne et candidate à une présence au Mondial 2020 en Lituanie, finalement retardée d'un an à cause de la pandémie de Covid-19.

## Style de jeu
Lors de sa signature au FC Kingersheim à l'été 2020, Bateria est présenté comme un buteur mais aussi connu pour son sens du collectif.

## Statistiques
Lors de ses six premières saisons dans le futsal espagnol (de 2011 à 2017), Bateria dispute 207 matchs et marqué 159 buts. Avec l'Inter, il marque 89 buts en 114 matchs. Au cours de ses trois années au Barça, Bateria totalise 62 buts marqués. En 2014-2015, le numéro 10 marque 23 buts en 29 matches de championnat et quatre buts en trois matchs de Copa del Rey. Lors de la Coupe UEFA 2014-2015, il marque dans les dernières minutes de la demi-finale contre le Sporting Portugal et qualifie le Barça (5-3) pour la finale,. Bateria inscrit plus de trente buts dans chacune de ses deux premières saisons blaugrana.
En défendant le maillot de Cresol Marreco en Ligue nationale de futsal et le championnat Paranaense, Battery totalise 32 matchs et marque 17 buts, dont six buts en douze matchs de LNF.
Pour sa première saison avec le Jimbee Cartagena, Bateria inscrit 26 buts en 32 rencontres.
| Saison                | Club                  | Championnat           | Championnat | Championnat | Coupe(s) nationale(s) | Coupe(s) nationale(s) | Supercoupe | Supercoupe | Compétition(s) continentale(s) | Compétition(s) continentale(s) | Compétition(s) continentale(s) | Championnat régional | Championnat régional | Coupe du Roi | Coupe du Roi | Coupe intercont. | Coupe intercont. | Brésil | Brésil | Total | Total |
| Saison                | Club                  | Division              | M.          | B.          | M.                    | B.                    | M.         | B.         | Comp.                          | M.                             | B.                             | M.                   | B.                   | M.           | B.           | M.               | B.               | M.     | B.     | M.    | B.    |
| 2010                  | Krona Joinville       | D1                    | -           | -           | -                     | -                     | -          | -          | -                              | -                              | -                              | -                    | -                    | -            | -            | -                | -                | -      | -      | 0     | 0     |
| 2011                  | Krona Joinville       | D1                    | -           | -           | -                     | -                     | -          | -          | -                              | -                              | -                              | -                    | -                    | -            | -            | -                | -                | -      | -      | 0     | 0     |
| Sous-total            | Sous-total            | Sous-total            | -           | -           | -                     | -                     | -          | -          | -                              | -                              | -                              | -                    | -                    | -            | -            | -                | -                | -      | -      | 0     | 0     |
| 2011-2012             | Inter FS              | D1                    | 31          | 17          | 2                     | 2                     | 2          | 2          | -                              | -                              | -                              | -                    | -                    | 5            | 1            | 3                | 1                | -      | -      | 43    | 23    |
| 2012-2013             | Inter FS              | D1                    | 25          | 24          | 1                     | 1                     | 2          | 1          | -                              | -                              | -                              | -                    | -                    | 4            | 4            | -                | -                | -      | -      | 32    | 30    |
| 2013-2014             | Inter FS              | D1                    | 32          | 26          | 3                     | 4                     | -          | -          | -                              | -                              | -                              | -                    | -                    | 2            | 4            | -                | -                | -      | -      | 37    | 34    |
| Sous-total            | Sous-total            | Sous-total            | 88          | 67          | 6                     | 7                     | 4          | 3          | -                              | 0                              | 0                              | 0                    | 0                    | 11           | 8            | 3                | 1                | -      | -      | 112   | 86    |
| 2014-2015             | FC Barcelone          | D1                    | 29          | 23          | 3                     | 2                     | -          | -          | C1                             | 4                              | 1                              | -                    | -                    | 3            | 4            | -                | -                | -      | -      | 39    | 30    |
| 2015-2016             | FC Barcelone          | D1                    | 29          | 23          | 2                     | 4                     | -          | -          | -                              | -                              | -                              | -                    | -                    | 5            | 4            | 4                | -                | -      | 6      | 40    | 37    |
| 2016-2017             | FC Barcelone          | D1                    | 8           | 1           | -                     | -                     | -          | -          | -                              | -                              | -                              | -                    | -                    | -            | -            | -                | -                | 2      | -      | 10    | 1     |
| Sous-total            | Sous-total            | Sous-total            | 66          | 47          | 5                     | 6                     | 0          | 0          | -                              | 4                              | 1                              | 0                    | 0                    | 8            | 8            | 4                | 0                | -      | -      | 87    | 62    |
| 2018                  | Marreco FC            | D1                    | 13          | 7           | -                     | -                     | -          | -          | -                              | -                              | -                              | 20                   | 11                   | -            | -            | -                | -                | -      | -      | 33    | 18    |
| 2018-2019             | Jimbee Cartagena      | D1                    | 30          | 22          | -                     | -                     | -          | -          | -                              | -                              | -                              | -                    | -                    | 2            | 4            | -                | -                | 4      | 2      | 36    | 28    |
| 2019-2020             | Jimbee Cartagena      | D1                    | 5           | 1           | -                     | -                     | -          | -          | -                              | -                              | -                              | -                    | -                    | -            | -            | -                | -                | -      | -      | 5     | 1     |
| Sous-total            | Sous-total            | Sous-total            | 35          | 23          | 0                     | 0                     | 0          | 0          | -                              | 0                              | 0                              | 0                    | 0                    | 2            | 4            | 0                | 0                | 4      | 2      | 41    | 29    |
| 2020-2021             | FC Kingersheim        | D2                    | -           | -           | -                     | -                     | -          | -          | -                              | -                              | -                              | -                    | -                    | -            | -            | -                | -                | -      | -      | 0     | 0     |
| 2021-2022             | FS Valdepeñas         | D1                    | 28          | 16          | 2                     | 1                     | -          | -          | -                              | -                              | -                              | -                    | -                    | 4            | 1            | -                | -                | -      | -      | 34    | 18    |
| 2022-2023             | FS Valdepeñas         | D1                    | 2           | 2           | -                     | -                     | -          | -          | -                              | -                              | -                              | -                    | -                    | -            | -            | -                | -                | -      | -      | 2     | 2     |
| Sous-total            | Sous-total            | Sous-total            | 30          | 18          | 2                     | 1                     | 0          | 0          | -                              | 0                              | 0                              | 0                    | 0                    | 4            | 1            | 0                | 0                | 0      | 0      | 36    | 20    |
| Total sur la carrière | Total sur la carrière | Total sur la carrière | 232         | 162         | 13                    | 14                    | 4          | 3          | -                              | 4                              | 1                              | 20                   | 11                   | 25           | 21           | 7                | 1                | 50     | 16     | 355   | 229   |

## Palmarès
| Compétitions internationales | Compétitions nationales | Compétitions régionales |
| --- | --- | --- |
| - Coupe UEFA - Finaliste : 2014-15 avec le Barça - Éliminatoires de la Coupe du monde (1) - Vainqueur : Éliminatoires de la Coupe du monde de futsal 2016 - Grand Prix de futsal (1) - Vainqueur : 2013 - Championnat de la CONMEBOL des -20 ans (1) - Champion : 2010 | - Championnat d'Espagne (1) - Champion : 2013-14 avec l'Inter - Vice-champion : 2015-16 et 2016-17 avec le Barça - Coupe d'Espagne (1) - Vainqueur : 2014 avec l'Inter - Finaslite : 2015 avec le Barça - Supercoupe d'Espagne (1) - Vainqueur : 2011 avec l'Inter - Coupe du Roi - Finaliste : 2022 avec Valdepeñas | - Championnat catarinense (2) - Champion : 2009 et 2010 avec Krona Joinville - Coupe de Catalogne (3) - Vainqueur : 2014, 2015 et 2016 avec le Barça |

Sur le plan individuel, Bateria termine meilleur buteur et est élu meilleur joueur des Éliminatoires de la Coupe du monde de futsal 2016 : zone Amérique du Sud pour la Coupe du monde 2016.